# Wyoming Highway 789
Der Wyoming Highway 789 (kurz: WYO 789) ist eine 655,23 km lange State Route im US-Bundesstaat Wyoming. Die Straße verläuft, größtenteils gemeinsam mit anderen US- und Interstate-Highways, in Süd-Nord-Richtung durch den gesamten Bundesstaat, von der Grenze zu Colorado bis zur Grenze zu Montana. Damit ist der Wyoming Highway 789 die mit Abstand längste State Route des Bundesstaates und ist Teil eines ehemals geplanten, aber nie umgesetzten U.S. Highway 789, der Kanada mit Mexiko verbinden sollte (Canada to Mexico Highway).

## Streckenverlauf

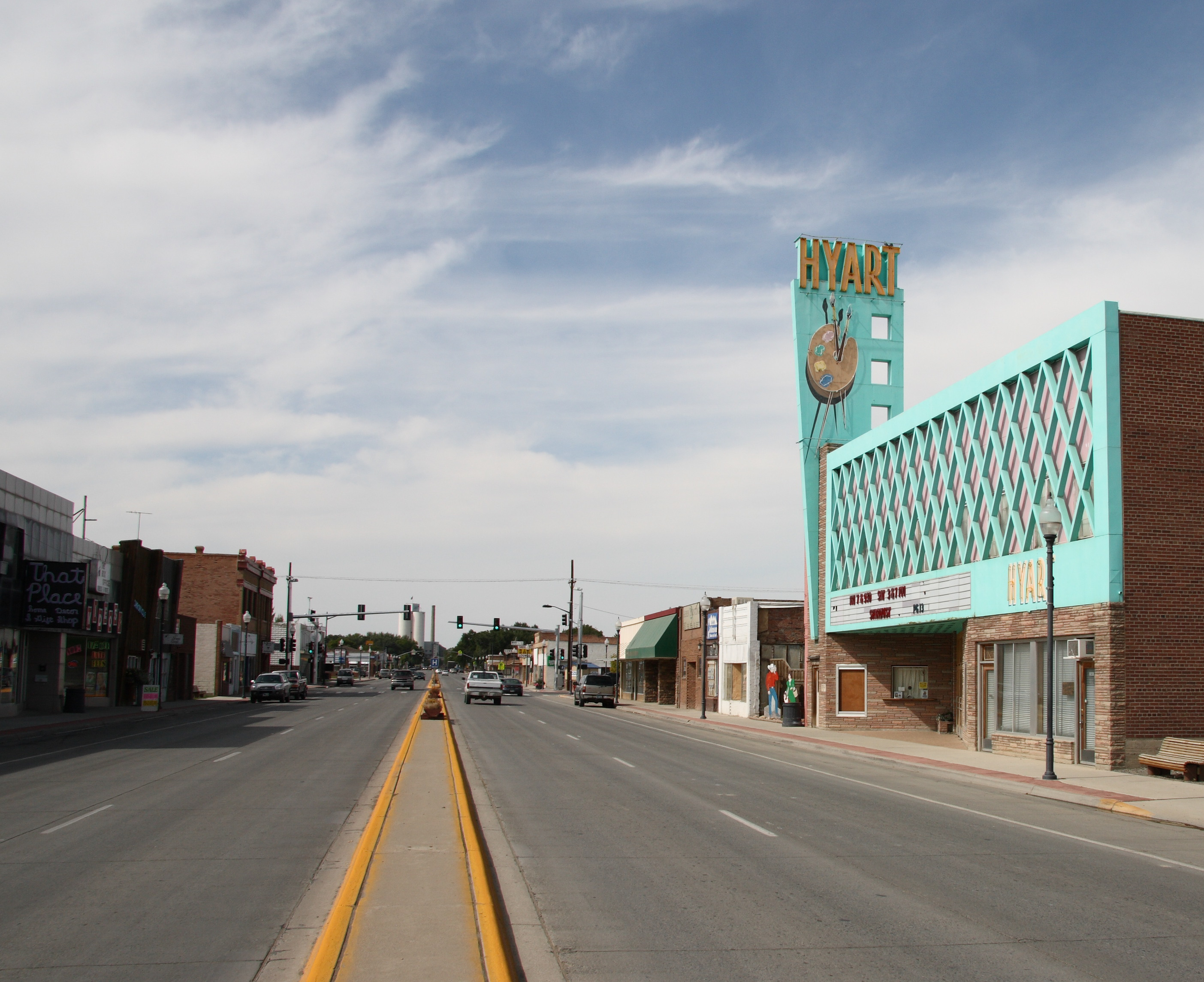
WYO789/US310 in Lovell

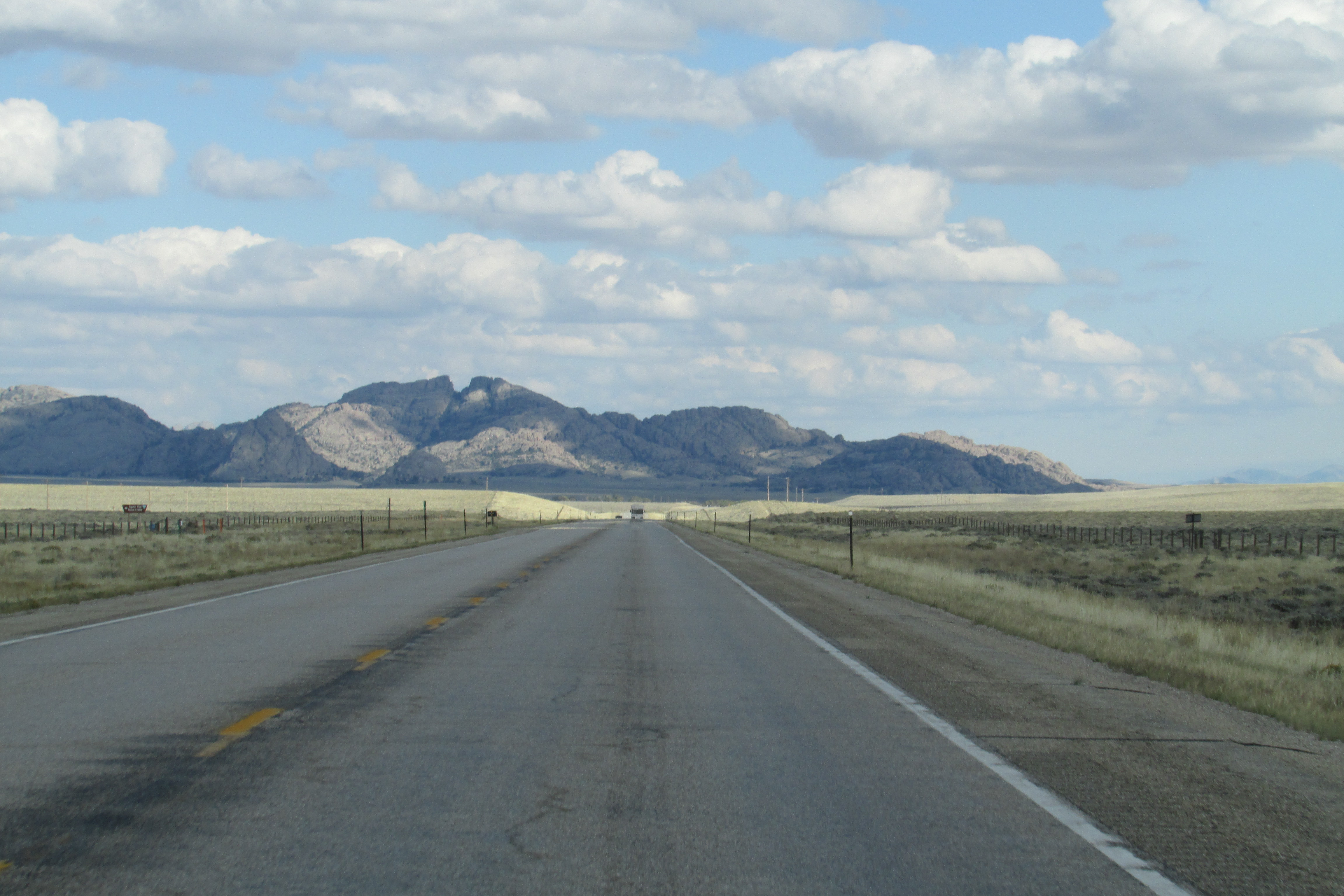
WYO789/US287 mit Split Rock im Hintergrund

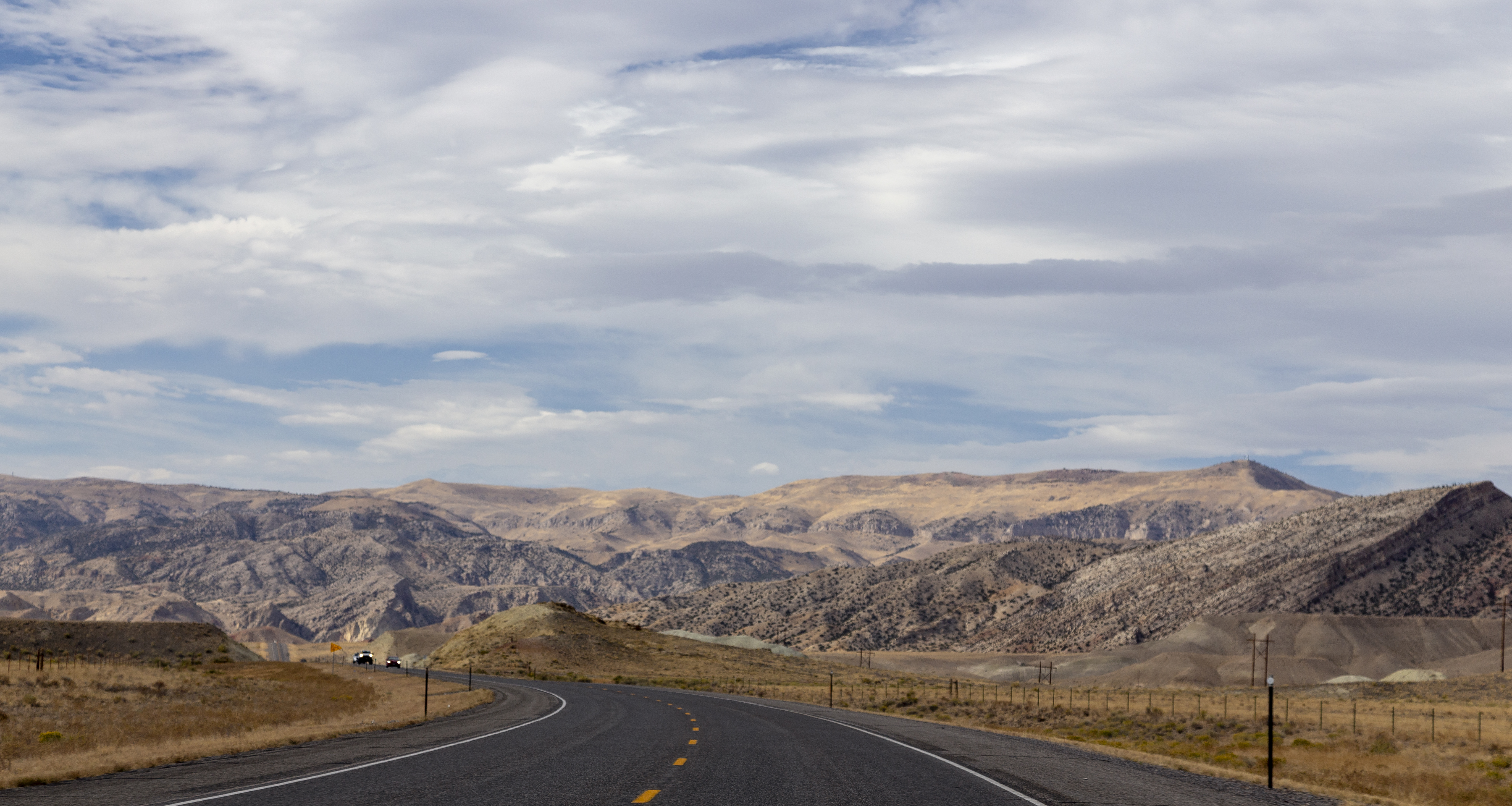
WYO789/US20 in den Owl Creek Mountains

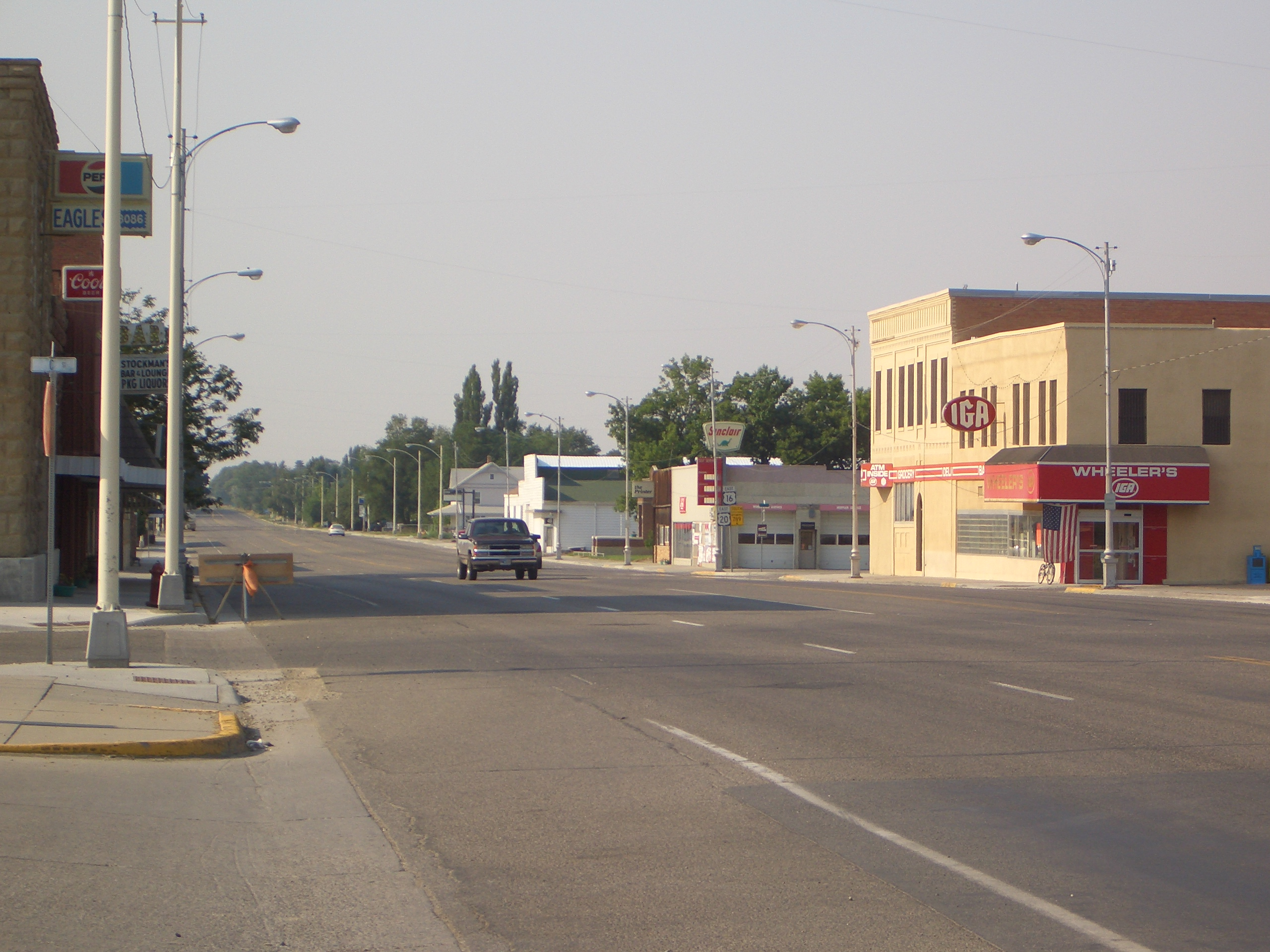
WYO789/US20/US16 in Basin

Der Wyoming Highway 789 beginnt an der Colorado State Line im Carbon County und verläuft von dort nach Norden, erreicht nach 6,4 km den Ort Baggs, in dem der Wyoming Highway 70 nach Osten abzweigt, überquert den Little Snake River und verläuft von dort noch rund 70 km im Carbon County, bevor er die Grenze zum Sweetwater County erreicht. Nach weiteren 9,7 km erreicht er die Ausfahrt 187 von I-80/US30 und verläuft gebündelt mit diesen nach Osten. Die Highways erreichen erneut das Carbon County, bevor der WYO 789 die Interstate an der Ausfahrt 211 westlich von Rawlins verlässt und zusammen mit I-80-Business und US30-Business durch das Stadtzentrum von Rawlins verläuft. Nördlich der Stadt trifft die State Route auf den U.S. Highway 287 und verläuft gemeinsam mit diesem rund 80 km nach Norden bis zur Grenze zum Natrona County, das für 3,2 km durchquert wird, und dann weiter durch das Fremont County. WYO 789 und US287 durchqueren die Ferris Mountains und biegen bei Three Forks an der Kreuzung mit dem Wyoming Highway 220 nach Nordwesten ab. Die Highways passieren die Orte Jeffrey City und Sweetwater Station, erreichen das Wind River Basin und verlaufen nach der Kreuzung mit dem Wyoming Highway 28 nach Norden bis Lander. Hinter Lander verläuft der Wyoming Highway 789 alleine für 39 km nach Nordosten, passiert den Ort Hudson und überquert vor Riverton den Wind River und dessen Zufluss Little Wind River. Ab Riverton verläuft der WYO789 mit dem U.S. Highway 26 weiter nach Nordosten, bevor sie nach Überqueren des durch die Aufstauung des Wind Rivers entstandenen Boysen Reservoirs den Ort Shoshoni erreichen. Dort treffen WYO789 und US26 auf den von Osten kommenden U.S. Highway 20. Während die US26 dessen Verlauf nach Osten folgt, verläuft der WYO789 nun zusammen mit der US20 nach Norden. Der Straßenverlauf führt nördlich von Shoshoni durch den Boysen State Park und durchquert die Owl Creek Mountains durch den Wind River Canyon. WYO789/US20 erreichen das Hot Springs County und damit auch das Bighorn Basin sowie wenige Kilometer weiter nördlich Thermopolis. Die Highways folgen weiterhin dem Verlauf des Bighorn Rivers, passieren den Ort Kirby sowie die einmündenden Wyoming Highways 172, 175, 431 und 432 und erreichen schließlich die Stadt Worland im Washakie County. In Worland treffen WYO789 und US20 auf den U.S. Highway 16 und folgen dessen Verlauf nach Norden bis ins Big Horn County. Bei Manderson überquert die Straße zum dritten Mal den Bighorn River, kreuzt den Wyoming Highway 31 und verläuft für 32 km nach Norden über Basin bis Greybull. Hier treffen WYO789/US20/US16 auf den U.S. Highway 14, sodass ab hier für 8,0 km vier Highways gebündelt verlaufen. Der Wyoming Highway 789 trennt sich im weiteren Verlauf von US20/US16/US14 und folgt dem Verlauf des U.S. Highway 310 weiterhin durch das Bighorn Basin nach Norden. Nach 45 km erreichen WYO789/US310 den Ort Lovell und treffen auf den U.S. Highway 14Alt, dem sie rund 4,8 km nach Westen folgen. Im weiteren Verlauf durchqueren WYO789/US310 Cowley und rund 11 km weiter westlich Deaver, wo sie den Wyoming Highway 114 kreuzen, und erneut in nördliche Richtung verlaufen. Nach 9,7 km wird der Ort Frannie und wenige Kilometer weiter nördlich die Grenze zum Bundesstaat Montana erreicht.

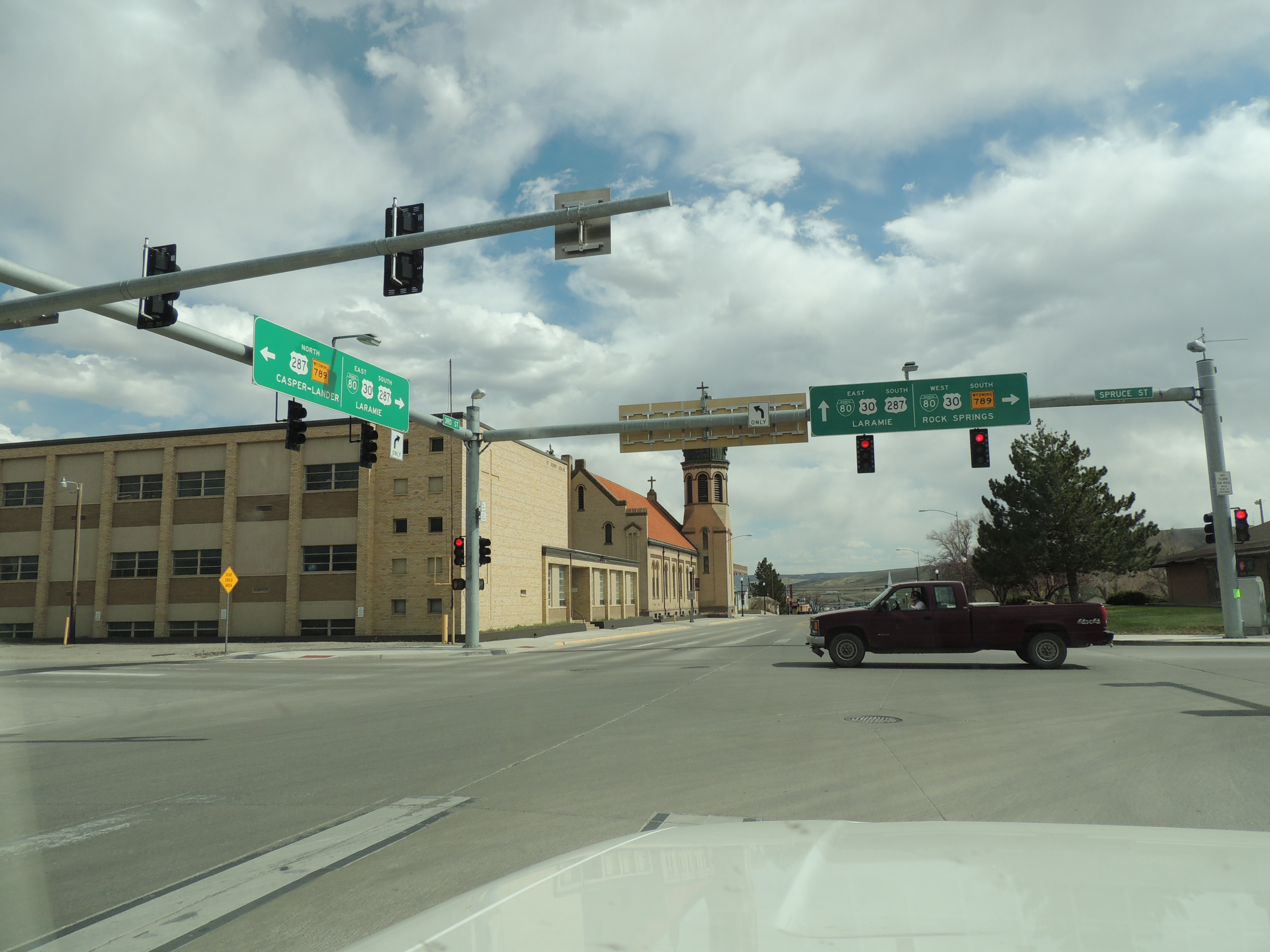
Kreuzung von WYO789 und 3rd St in Rawlins

## Geschichte
Der Wyoming Highway 789 war Teil eines in den 1940er Jahren geplanten U.S. Highway 789, der von Nogales, Arizona bis nach Sweet Grass, Montana verlaufen sollte und die mexikanische mit der kanadischen Grenze verbunden hätte. Nachdem dieses Projekt durch die AASHTO abgelehnt worden war, entstand im Jahr 1954 der Wyoming Highway 789 als einer von mehreren State Highways 789 entlang der geplanten Route. Wyoming ist heute der einzige Staat, in dem der Highway 789 noch besteht.